# Жалпак (рудник)
Жалпак (рудник) – гірничодобувне підприємство на півдні Казахстану, яке здійснює видобуток урану. 
Розробка Жалпаку з використанням методу підземного вилуговування почалась в 2018 році. Первісно рудник мав потужність лише у 100 тон урану на рік, втім, у відповідності до аноносваного на почату 2020-х років плану цей показник збираються довести до 900 тон.  
Станом на кінець 2021 року ресурси Жалпаку оцінювались у 14,3 тисячі тон урану, а розробку планувалось вести до 2042 року.
Проект розробки реалізовує «Добувне підприємство «Орталик», засновником якого виступив казахський державний концерн «Казатомпром». В 2021-му він продав 49% участі китайській China General Nuclear Power Corporation (CGNPC).